# بل ناکس
میریام ویکس (انگلیسی: Miriam Weeks)؛ با نام هنری بل ناکس (انگلیسی: Belle Knox زادهٔ ۹ ژوئن ۱۹۹۵) یک بازیگر پورنوگرافی اهل ایالات متحده آمریکا است.
وی برنده جایزه فنی در سال ۲۰۱۴ و جایزه XBIZ در سال ۲۰۱۵ شده‌است.

## زندگی شخصی
ناکس نیمی کانادایی و نیمی پنجابی هندی است.
پس از قبولی از دانشگاه دوک در سال ۲۰۱۳ به علت عاجز ماندن از پرداخت شهریه ۶۰۰۰۰ دلاری به بازی در فیلم های پورن تن در داد.
او ابتدا به عنوان خدمتکار در یک رستوران مشغول به کار شد؛ اما بعد از روبرویی با بد اخلاقی رئیس خود و حقوق کم به علاوه مالیات نتوانست هزینه خود را تأمین کند. 
سپس او اقدام به درخواست وام از دولت کرد اما مورد قبول واقع نشد؛ همچنین او نمیخواست که خانواده اش تا سال ها زیر بار اقساط بروند.  
سرانجام او به بازی در فیلم های پورن روی آورد که برای هر صحنه تا حدود ۱۵۰۰ دلاردرآمد داشت.  
در اوایل سال ۲۰۱۴ هنگامی که هویت او به عنوان هنرپیشه پورن دردانشگاه آشکار شد؛ تحت آزار و اذیت فیزیکی و روحی قرار گرفت به طوری که مجبور به مرخصی بلند مدت و ترک دانشگاه شد. 